# سیارک ۸۵۹
سیارک ۸۵۹ (به انگلیسی: 859 Bouzareah، نامگذاری:1916c) هشتصد و پنجاه و نهمین سیارک کشف شده‌است که در ۲ اکتبر ۱۹۱۶ و در الجزیره کشف شد.
قدر مطلق سیارک برابر ۹٫۶۰ است.